# Coprosma intertexta
Coprosma intertexta är en måreväxtart som beskrevs av George Simpson. Coprosma intertexta ingår i släktet Coprosma och familjen måreväxter. Inga underarter finns listade i Catalogue of Life.